# Gardner (rivière)
Pour les articles homonymes, voir Gardner.
La Gardner est une rivière des États-Unis, affluent de la Yellowstone. Entièrement incluse dans le parc national de Yellowstone, elle débute dans le nord-ouest du Wyoming puis s'écoule vers le nord à travers le Montana où elle se jette dans la Yellowstone près de Gardiner.